# Gea Happel Amigos Zoersel
Gea Happel Amigos Zoersel est un club belge de volley-ball fondé en 1997 et basé à Zoersel, évolue pour la saison 2017-2018 en Ligue A Dames. 

## Historique
VOC Amigos Sint-Antonius Zoersel a été formée en 1997 d'une fusion des clubs VC AMIGOS et VOC HALLE. En 2007 avec sponsor principal Gea Happel, le club prend le nom Gea Happel VOC Amigos Zoersel.

## Effectifs

### Saison 2018-2019
| No                                                                                   | Nom                                                                                  | Date de naissance                                                                    | Taille                         | Poids                          | Poste                          |
| ------------------------------------------------------------------------------------ | ------------------------------------------------------------------------------------ | ------------------------------------------------------------------------------------ | ------------------------------ | ------------------------------ | ------------------------------ |
| 1                                                                                    | Lieke Clerkx                                                                         | 4 janvier 1991                                                                       | 181                            | 65                             | Réceptionneuse-attaquante      |
| 2                                                                                    | Hélène Mertens                                                                       | 16 juillet 1997                                                                      | 186                            | 73                             | Centrale                       |
| 3                                                                                    | Tara Lauwers                                                                         | 4 décembre 1992                                                                      | 184                            | 69                             | Passeuse                       |
| 4                                                                                    | Lisette Hoff                                                                         | 8 novembre 1991                                                                      | 183                            | 73                             | Centrale                       |
| 6                                                                                    | Leen Van Grinsven                                                                    | 17 décembre 1996                                                                     | 177                            |                                | Libero                         |
| 8                                                                                    | Laura De Jong                                                                        | 13 juillet 1994                                                                      | 182                            | 70                             | Réceptionneuse-attaquante      |
| 9                                                                                    | Aline Vervekken                                                                      | 12 février 2001                                                                      | 175                            |                                | Passeuse                       |
| 11                                                                                   | Birthe Wittock                                                                       | 29 mai 1995                                                                          | 183                            | 78                             | Réceptionneuse-attaquante      |
| 13                                                                                   | Sarah Cools                                                                          | 14 avril 1997                                                                        | 189                            | 68                             | Centrale                       |
| 14                                                                                   | Luna Van Peer                                                                        | 3 février 2001                                                                       | 169                            | 59                             | Libero                         |
| 17                                                                                   | Lisse Ruysinck                                                                       | 1er avril 2000                                                                       | 181                            |                                | Réceptionneuse-attaquante      |
| 18                                                                                   | Valerie El Houssine                                                                  | 17 août 1993                                                                         | 179                            | 63                             | Réceptionneuse-attaquante      |
|                                                                                      |                                                                                      |                                                                                      |                                |                                |                                |
| Encadrement technique                                                                | Encadrement technique                                                                |                                                                                      | Légende                        | Légende                        | Légende                        |
| Entraîneur : Jeroen Rymen                                                            | Entraîneur : Jeroen Rymen                                                            | Entraîneur : Jeroen Rymen                                                            | : Capitaine                    | : Capitaine                    | : Capitaine                    |
| Entraîneur(s) adjoint(s) : Maarten Adriaensen Entraîneur(s) adjoint(s) : Tania Celis | Entraîneur(s) adjoint(s) : Maarten Adriaensen Entraîneur(s) adjoint(s) : Tania Celis | Entraîneur(s) adjoint(s) : Maarten Adriaensen Entraîneur(s) adjoint(s) : Tania Celis | : Joueuse blessée actuellement | : Joueuse blessée actuellement | : Joueuse blessée actuellement |